# 100の湯
童謡のふる里おおとね温泉 100の湯（どうようのふるさとおおとねおんせん とねのゆ）は、埼玉県加須市営の温泉を用いた日帰り入浴施設である。2006年（平成18年）8月に開業。

## 概要
大利根総合福祉会館1階の老人福祉センター内で営業している。
泉質は弱アルカリ性のナトリウム-塩化物温泉（等張性、高温泉）で、浴槽は男女それぞれ1つずつある。
スーパー銭湯のような露天風呂やサウナはないが、共同浴場・湯治場的な雰囲気を醸し出している。加温掛け流し。
営業時間は午前10時から午後8時まで、定休日は火曜日（祝日の場合は翌日）、。